# 土曜プライム
『土曜プライム』（どようプライム）は、テレビ朝日・朝日放送の週替わり制作により、テレビ朝日系列にて2016年4月2日から2017年4月8日まで、毎週土曜の21:00 - 23:06（JST）に放送されていた単発特別番組枠である。

## 概要
この枠は1977年7月2日から約38年9か月にわたり、『土曜ワイド劇場』として約2時間のドラマ作品を毎週放送してきたが、2016年4月の改編で2時間ドラマのみならず、バラエティ番組なども放送する総合エンターテインメント枠にリニューアルすることとなった。なお、『土曜ワイド劇場』のシリーズ作品を放送する場合には、『土曜プライム・土曜ワイド劇場』の二重冠を使用し、本枠の一企画として不定期に放送していた。
なお、これまで月1回（原則として第3土曜日に）『土曜ワイド劇場』の制作に割り当てられていた朝日放送制作枠については、『土曜プライム』枠でも継続したが、当該週に本枠で『土曜ワイド劇場』を放送するとは限らず、実際2016年9月24日に『土曜ワイド劇場』以外のドラマを放送した（ただし、ドラマではないバラエティー等は放送しなかった）。ただし、2016年12月には朝日放送制作枠があてがわれなかったため、2017年1月に同局制作枠が2回設けられる。2017年2月には本枠は2回しか放送がなかったも、いずれも朝日放送制作枠にあてがわれたが、同年4月には本枠は2回しかなかったも、いずれも朝日放送制作枠にあてがわなかった。
2017年4月22日から本枠放送時間帯の一部である土曜20:54 - 21:54に『サタデーステーション』を開始することならびに同月15日から本枠放送時間帯の一部である21:58 - 22:59に『こんなところにあるあるが。土曜♡あるある晩餐会』の改題・プライムタイム昇格・枠移動・拡大が決定した（後者については同年9月で終了）。これに伴い、本枠で放送してきた『土曜ワイド劇場』および『土曜ワイド劇場』ではない『土曜プライム』のドラマ作品について、同月9日開始の日曜10:00 - 11:50に新設される2時間ドラマ枠『日曜ワイド』にて放送することを、テレビ朝日が同年2月10日に発表した。『日曜ワイド』では、同年6月11日より新作も放送しているが、過去作品を「ミステリー傑作選」と冠してすでに放送しており、この他『帯ドラマ劇場』の総集編も放送している。また、『日曜ワイド』以外にも新作を放送する枠として、同年3月16日から改編期末期首限定で放送される『ミステリースペシャル』枠も用意された（その後2018年4月1日を最後に終了したとみられる）。土曜21・22（・23）時台の制作局を週によって変える措置は本枠廃枠より解消する。なお本枠が廃枠になり、更に日曜21・22（・23）時台の『日曜エンタ』が廃枠になった事で、テレビ朝日のゴールデン・プライム両タイムには1本も単発枠が一旦無くなるが、2018年4月1日から『サンデーステーション』の夕方への枠移動に伴い、同月8日から『日曜プライム』（日曜21:00 - 23:05）開始により、これが1年ぶりに復活した。

## 放送した内容
※特記のない限り、テレビ朝日制作。また、『土曜ワイド劇場』として放送した作品は除く。
| 放送日         | タイトル                                                          | 備考 |
| -------------- | ----------------------------------------------------------------- | --- |
| 2016年 5月21日 | ドラマスペシャル 叡古教授の事件簿                                 | 本枠で初めて『土曜ワイド劇場』以外の企画を放送。                                                                                      |
| 5月28日        | ドラマスペシャル ゴールドウーマン                                 | |
| 7月16日        | 夏のアメトーーーーク! 高校野球大大大大好き栄冠は君に輝くSP!!      | 「マツダオールスターゲーム2016 第2戦」中継延長（18:30 - 21:19）のため25分繰り下げ（21:25 - 23:31） 本枠で初のドラマ以外の企画を放送。 |
| 7月30日        | ゴン中山&ザキヤマのキリトルTV                                     | 当初は2016年6月12日に『日曜エンタ』枠で放送予定であった。                                                                             |
| 8月27日        | 神様に選ばれた試合                                                | |
| 9月3日         | 無人島0円生活                                                     | 15分後拡大（21:00 - 23:21） |
| 9月17日        | ドラマスペシャル 瀬戸内少年野球団                                 | 10分後拡大（21:00 - 23:16） |
| 9月24日        | スペシャルドラマ 刑事 犬養隼人                                    | 朝日放送制作。朝日放送制作回では本枠で唯一『土曜ワイド劇場』以外のドラマを放送。                                                      |
| 12月3日        | ドラマスペシャル 検事の本懐                                       | |
| 12月10日       | 古舘伊知郎のトーキングヒストリー 〜忠臣蔵、吉良邸討ち入りの真実〜 | 10分前拡大（20:50 - 23:06） 『今夜の土曜プライム』は休止だったが、一部地域では20:54に飛び乗り。                                       |
| 2017年 1月28日 | ドラマスペシャル 探偵少女アリサの事件簿                           | 本枠では最後のドラマスペシャル |
| 3月18日        | 平成28年度の主役が大集結!古舘伊知郎ショー〜THE・マッチメイカー〜  | 2分前拡大（20:58 - 23:06）、『今夜の土曜プライム』は休止。 『土曜ワイド劇場』以外の企画を放送したのはこの日が最後。                   |

### 備考
- 2016年
  - 8月6日は『世界が驚いたニッポン! スゴ〜イデスネ!!視察団 2時間SP』（18:56 - 21:11、77分後拡大）および『リオデジャネイロオリンピック 2016 バレーボール女子 予選  日本× 韓国』（21:15 - 23:30）放送のため休止。
  - 8月20日は『池上彰のニュースそうだったのか!! 3時間SP』（19:54 - 23:06）のため休止。
  - 10月29日は『土曜ワイド劇場』を放送したが、前座に『フィギュアグランプリシリーズ2016 カナダ大会男女ショート』（18:56 - 21:09）を放送のため、15分繰り下げ、21:15 - 23:21に放送（21:13 - 21:15に『今夜の土曜プライム』も15分繰り下げの上、別途放送）。
  - 11月5日は『ABC創立65周年記念スペシャルドラマ「氷の轍」』（朝日放送制作、21:00 - 23:06、20:58 - 21:00に『今夜のスペシャルドラマ』も別途放送）のため休止。
  - 11月19日は『山田太一ドラマスペシャル 五年目のひとり』（21:00 - 23:06、20:58 - 21:00に『今夜のドラマスペシャル』も別途放送）のため休止。
  - 12月17日は『世界が驚いたニッポン! スゴ〜イデスネ!!視察団 4時間SP』（18:56 - 23:06）放送のため休止。
  - 12月24日は『ビートたけしの超常現象（秘）Xファイル 保存版!未確認生物UMA大図鑑SP UMA捕獲プロジェクト始動!』（18:56 - 21:24）および『新作公開記念 映画「バイオハザードV リトリビューション」』（21:30 - 23:06、21:28 - 21:30に『このあと 映画「バイオハザードV リトリビューション」』も別途放送）のため休止。
  - 12月31日は『くりぃむVS林修!年越しクイズサバイバー2016』（18:00 - 翌1:00）のため休止。
- 2017年
  - 2月4日は『新作公開記念 「相棒 -劇場版II- 警視庁占拠! 特命係の一番長い夜」』（21:00 - 23:16、20:58 - 21:00に『このあと 新作公開記念 「相棒−』も別途放送）のため休止。
  - 2月25日は『土曜ワイド劇場・温泉若おかみの殺人推理30』を放送する予定であったが、出演者の不祥事により延期し、代わって『土曜ワイド劇場・おとり捜査官20』への放送作品変更を一旦決めるも、金正男殺害を受け、『緊急報道特番"悲運のプリンス"はなぜ、殺されたのか!?金正男氏暗殺の真実』（21:00 - 23:06、20:58 - 21:00に『このあと』枠も別途あり。）を放送のため休止となった。なお、『温泉若おかみの殺人推理30』は2019年3月3日の『日曜プライム』枠で改めて放送された。
  - 3月25日は『二夜連続ドラマスペシャル アガサ・クリスティ そして誰もいなくなった・第1夜』（21:00 - 23:06、20:58 - 21:00に『今夜のスペシャルドラマ』も別途放送）のため、休止。
  - 4月1日は『土曜ワイド劇場』を放送したが、前座に『列島警察捜査網 THE追跡〜2017春の事件簿〜』（18:56 - 21:54）を放送のため、60分繰り下げ、22:00 - 翌0:06に放送（21:58 - 22:00に『今夜の土曜プライム』も60分繰り下げの上、別途放送）。

## 最終回時点でのネット局
| 放送対象地域    | 放送局                        | 系列            | 放送期間                   | 放送時間            | 備考                                   |
| --------------- | ----------------------------- | --------------- | -------------------------- | ------------------- | -------------------------------------- |
| 関東広域圏      | テレビ朝日 （EX）             | テレビ朝日 系列 | 2016年4月2日- 2017年4月8日 | 土曜日21:00-23:06   | 制作局（原則第1・2・ 4・5週）          |
| 近畿広域圏      | 朝日放送 （ABC）              | テレビ朝日 系列 | 2016年4月2日- 2017年4月8日 | 土曜日21:00-23:06   | 制作局（原則第3週） 現・朝日放送テレビ |
| 北海道          | 北海道テレビ （HTB）          | テレビ朝日 系列 | 2016年4月2日- 2017年4月8日 | 土曜日21:00-23:06   |                                        |
| 青森県          | 青森朝日放送 （ABA）          | テレビ朝日 系列 | 2016年4月2日- 2017年4月8日 | 土曜日21:00-23:06   |                                        |
| 岩手県          | 岩手朝日テレビ （IAT）        | テレビ朝日 系列 | 2016年4月2日- 2017年4月8日 | 土曜日21:00-23:06   |                                        |
| 宮城県          | 東日本放送 （khb）            | テレビ朝日 系列 | 2016年4月2日- 2017年4月8日 | 土曜日21:00-23:06   |                                        |
| 秋田県          | 秋田朝日放送 （AAB）          | テレビ朝日 系列 | 2016年4月2日- 2017年4月8日 | 土曜日21:00-23:06   |                                        |
| 山形県          | 山形テレビ （YTS）            | テレビ朝日 系列 | 2016年4月2日- 2017年4月8日 | 土曜日21:00-23:06   |                                        |
| 福島県          | 福島放送 （KFB）              | テレビ朝日 系列 | 2016年4月2日- 2017年4月8日 | 土曜日21:00-23:06   |                                        |
| 新潟県          | 新潟テレビ21 （UX）           | テレビ朝日 系列 | 2016年4月2日- 2017年4月8日 | 土曜日21:00-23:06   |                                        |
| 長野県          | 長野朝日放送 （abn）          | テレビ朝日 系列 | 2016年4月2日- 2017年4月8日 | 土曜日21:00-23:06   |                                        |
| 静岡県          | 静岡朝日テレビ （SATV）       | テレビ朝日 系列 | 2016年4月2日- 2017年4月8日 | 土曜日21:00-23:06   |                                        |
| 石川県          | 北陸朝日放送 （HAB）          | テレビ朝日 系列 | 2016年4月2日- 2017年4月8日 | 土曜日21:00-23:06   |                                        |
| 中京広域圏      | 名古屋テレビ （NBN/メ〜テレ） | テレビ朝日 系列 | 2016年4月2日- 2017年4月8日 | 土曜日21:00-23:06   |                                        |
| 広島県          | 広島ホームテレビ （HOME）     | テレビ朝日 系列 | 2016年4月2日- 2017年4月8日 | 土曜日21:00-23:06   |                                        |
| 山口県          | 山口朝日放送 （yab）          | テレビ朝日 系列 | 2016年4月2日- 2017年4月8日 | 土曜日21:00-23:06   |                                        |
| 香川県・ 岡山県 | 瀬戸内海放送 （KSB）          | テレビ朝日 系列 | 2016年4月2日- 2017年4月8日 | 土曜日21:00-23:06   |                                        |
| 愛媛県          | 愛媛朝日テレビ （eat）        | テレビ朝日 系列 | 2016年4月2日- 2017年4月8日 | 土曜日21:00-23:06   |                                        |
| 福岡県          | 九州朝日放送 （KBC）          | テレビ朝日 系列 | 2016年4月2日- 2017年4月8日 | 土曜日21:00-23:06   |                                        |
| 長崎県          | 長崎文化放送 （ncc）          | テレビ朝日 系列 | 2016年4月2日- 2017年4月8日 | 土曜日21:00-23:06   |                                        |
| 熊本県          | 熊本朝日放送 （KAB）          | テレビ朝日 系列 | 2016年4月2日- 2017年4月8日 | 土曜日21:00-23:06   |                                        |
| 大分県          | 大分朝日放送 （OAB）          | テレビ朝日 系列 | 2016年4月2日- 2017年4月8日 | 土曜日21:00-23:06   |                                        |
| 鹿児島県        | 鹿児島放送 （KKB）            | テレビ朝日 系列 | 2016年4月2日- 2017年4月8日 | 土曜日21:00-23:06   |                                        |
| 沖縄県          | 琉球朝日放送 （QAB）          | テレビ朝日 系列 | 2016年4月2日- 2017年4月8日 | 土曜日21:00-23:06   |                                        |
| 島根県・ 鳥取県 | 山陰中央テレビ （TSK）        | フジテレビ系列  | 不詳                       | 日曜日13:00 - 14:55 | [ 注 2 ]                               |

### 最終回以前に打ち切ったネット局
| 放送対象地域 | 放送局             | 系列                                         | 放送期間                   | 放送時間                            | 備考       |
| ------------ | ------------------ | -------------------------------------------- | -------------------------- | ----------------------------------- | ---------- |
| 宮崎県       | テレビ宮崎 （UMK） | テレビ朝日系列 日本テレビ系列 フジテレビ系列 | 2016年4月4日-2017年3月27日 | 月曜日21:03 - 22:52 （または23:07） | 遅れネット |